# Plaine de Nōbi

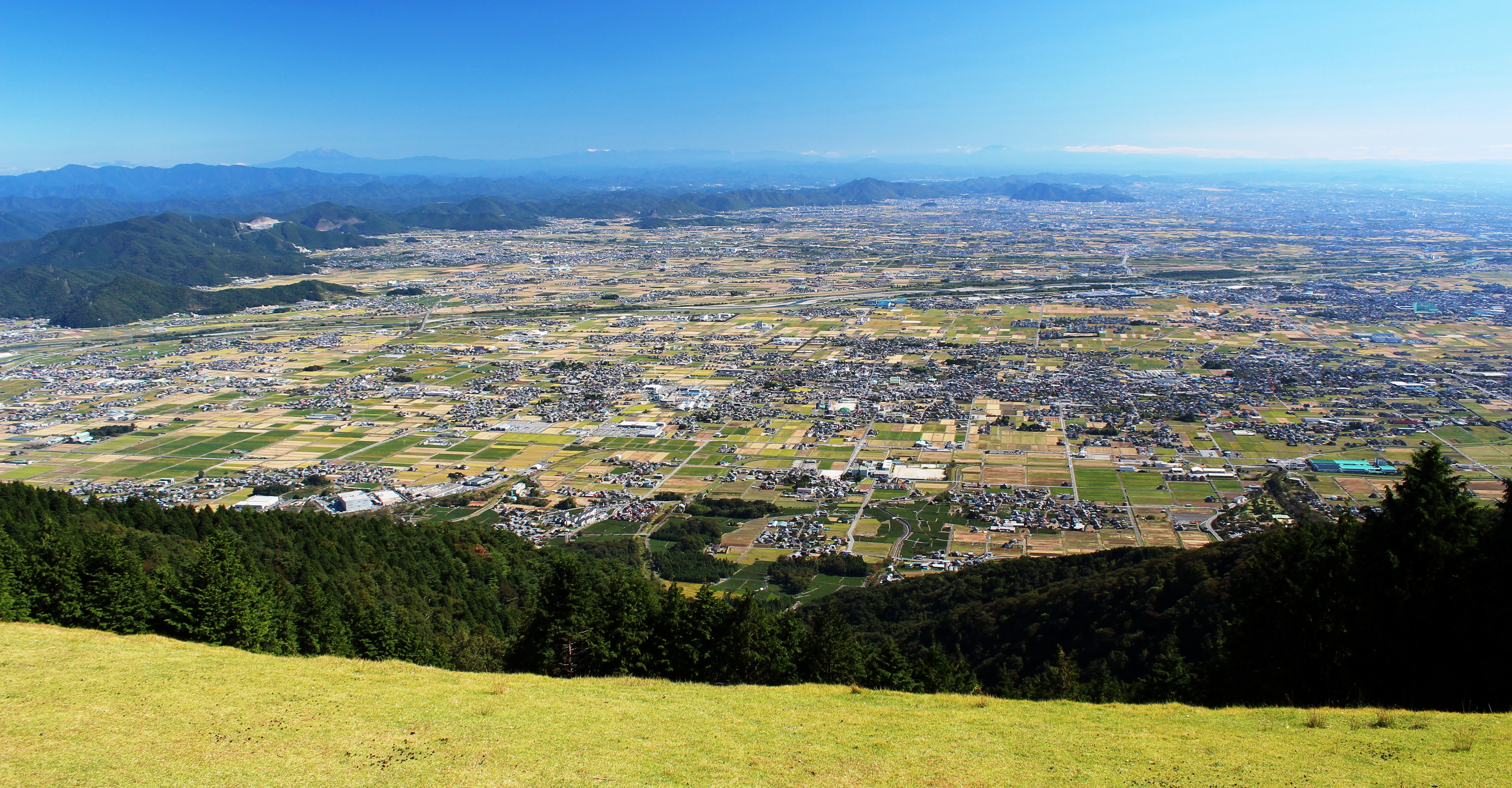
Vue de la plaine de Nōbi depuis le mont Ikeda.

La plaine de Nōbi (濃尾平野, Nōbi heiya) est une grande plaine du Japon qui s'étend de la région de Mino au sud-ouest de la préfecture de Gifu à la région d'Owari au nord-ouest de la préfecture d'Aichi et couvre une superficie d'approximativement 1 800 km2. C'est une plaine alluviale créée par les fleuves Ibi et Kiso et la rivière Nagara) et au sol très fertile. Elle est bordée à l'ouest par les chaînes de montagnes Ibuki et Yōrō et à l'est par les collines d'Owari. Sa bordure septentrionale est marquée par les monts Ryōhaku et la méridionale par la baie d'Ise.

## Géographie
Les zones en aval des trois rivières sont situées dans la préfecture d'Aichi et constituent une vaste zone humide où le niveau du sol descend parfois au-dessous du niveau de la mer. Parce que les niveaux d'eau peuvent rapidement changer en raison de tempêtes, il y a souvent eu beaucoup de dommages occasionnés par les eaux dans le passé, conduisant à de nombreuses habitudes culturelles distinctes, telles que des municipalités entourées par des anneaux de terre (par exemple Wanouchi, préfecture de Gifu). Les villes modernes de Tsushima et Nagoya dans la préfecture d'Aichi ont été construites sur des plateaux de faible hauteur pour conjurer les dégâts des eaux et ont prospéré.
La faille de Yōrō, située au bord de la plaine de Nōbi, est à l'origine de la chaîne des monts Yōrō. La sédimentation en provenance des trois rivières forme constitue la bordure orientale de la plaine, qui montre facilement la déclinaison de la région. Cette déclinaison est appelée l'inclination de Nōbi (濃尾傾動運動, Nōbi nadaredō undō).
La faille de Neodani qui parcourt la partie centrale de la plaine de Nōbi est la cause du séisme de 1891 à Nōbi, un des plus importants tremblements de terre à avoir frappé la partie continentale du Japon.

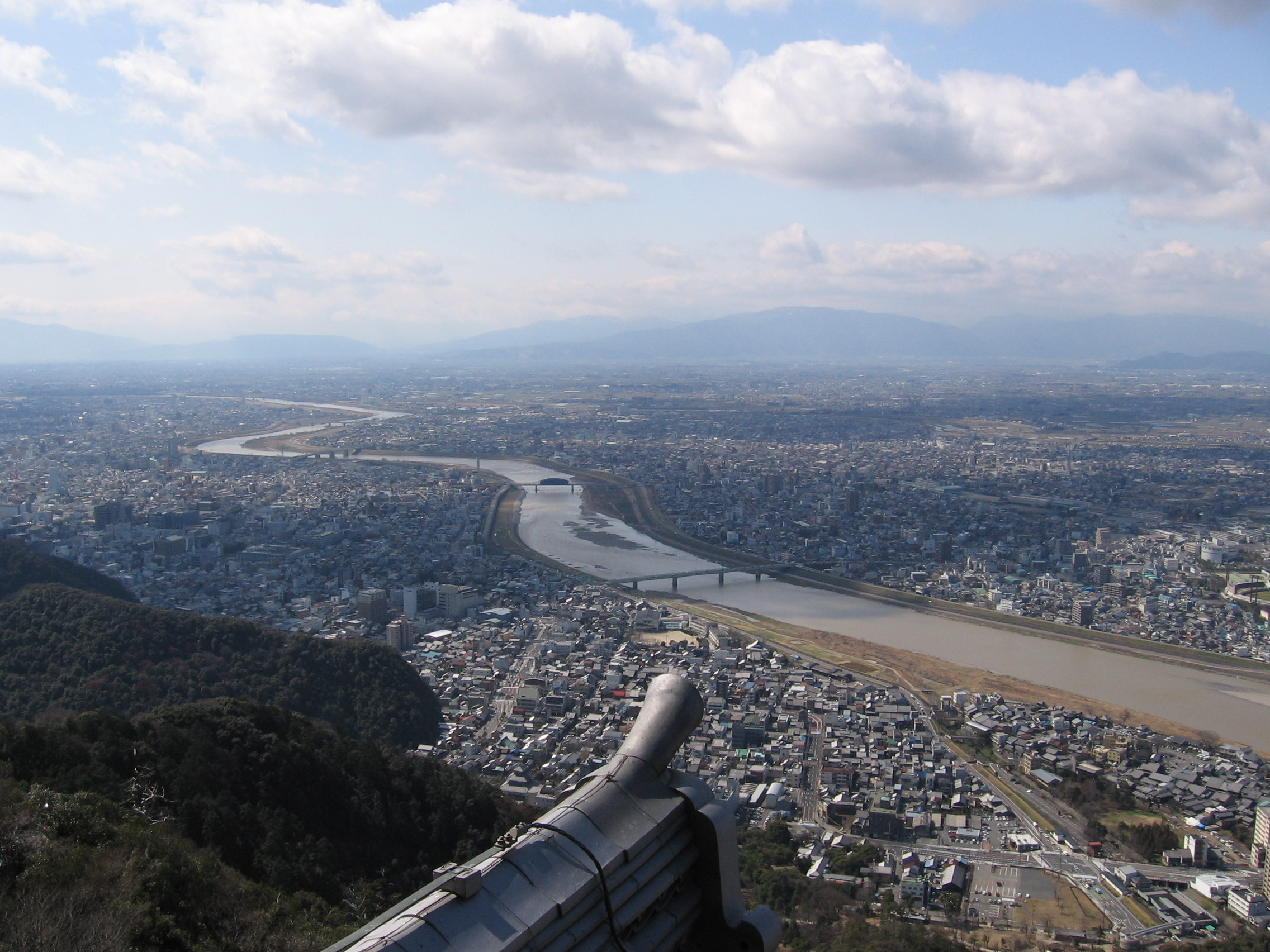
Vue de la plaine de Nōbi depuis le château de Gifu.

## Principales villes
Préfecture d'Aichi
Nagoya, Ichinomiya, Kasugai, Komaki, Inuyama, Kōnan, Iwakura, Inazawa, Tsushima
Préfecture de Gifu
Gifu, Ōgaki, Kakamigahara, Hashima